# Viés de seleção
O viés de seleção é o viés introduzido pela seleção de indivíduos, grupos ou dados para análise, de forma que não se consegue uma aleatoriedade adequada, deixando de garantir que a amostra obtida seja representativa da população que se pretende analisar. Às vezes é chamado de efeito de seleção. A frase "viés de seleção" geralmente se refere à distorção de uma análise estatística, resultante do método de coleta de amostras. Se o viés de seleção não for levado em consideração, algumas conclusões do estudo podem ser falsas.

## Tipos

### Viés de amostragem
O viés de amostragem é um erro sistemático devido a uma amostra não aleatória de uma população, fazendo com que alguns membros da população tenham menos probabilidade de serem incluídos do que outros, resultando em uma amostra enviesada, definida como uma amostra estatística de uma população (ou fatores não humanos) em que todos os participantes não são igualmente equilibrados ou representados objetivamente. É principalmente classificado como um subtipo de viés de seleção, às vezes denominado especificamente viés de seleção de amostra.

### Intervalo de tempo
- Término antecipado de um estudo no momento em que seus resultados apoiam a conclusão desejada.
- Um ensaio pode ser encerrado antecipadamente em um valor extremo (geralmente por razões éticas), mas o valor extremo provavelmente será alcançado pela variável com a maior variância, mesmo que todas as variáveis tenham uma média semelhante.

### Dados
- Particionar (dividir) dados com conhecimento do conteúdo das partições e, em seguida, analisá-los com testes projetados para partições escolhidas às cegas.
- Alteração post hoc da inclusão de dados com base em razões arbitrárias ou subjetivas, incluindo:
  - Evidência suprimida, que na verdade não é um viés de seleção, mas um viés de confirmação, quando subconjuntos específicos de dados são escolhidos para apoiar uma conclusão (por exemplo, citando exemplos de acidentes de avião como evidência de que o voo da companhia aérea é inseguro, ignorando o exemplo muito mais comum de voos que foram completos com segurança. Ver: Heurística de disponibilidade)
  - Rejeição de dados ruins com base em (1) motivos arbitrários, em vez de acordo com critérios previamente declarados ou geralmente aceitos ou (2) descarte de "outliers".[8]

### Viés de voluntário
O viés de auto-seleção ou o viés de voluntário nos estudos oferece mais ameaças à validade de um estudo, pois esses participantes podem ter características intrinsecamente diferentes da população-alvo do estudo. Estudos têm mostrado que os voluntários tendem a vir de uma posição social mais elevada do que de um contexto socioeconômico mais baixo. Além disso, outro estudo mostra que as mulheres são mais propensas a se voluntariar para os estudos do que os homens.
<references group="" responsive="0">